# 디지페디
디지페디(Digipedi, Digital Pedicure)는 대한민국의 아트 디렉터로, 뮤직비디오와 광고영상을 제작하고 있다. 박상우 감독과 성원모 감독의 듀오로 출발하여 현재는 총 7명이 디지페디 스튜디오에서 일하고 있다. 메인디렉터는 박상우와 성원모로 이 두 사람이 주축이 되고 있다.
디지페디(DIGIPEDI)라는 이름은 디지털 페디큐어(digital pedicure)의 약자인데 성원모가 페디큐어를 바르다가 생각해낸 것이라고 한다. 대학 재학 당시 전혀 상관없는 단어들로 이름을 만들곤 했는데, 이 역시 그렇게 만들어진 이름이며 별다른 의미는 없다고 밝혔다. 박상우와 성원모는 각각 오로시, 원모어타임이라는 예명을 가지고 있는데 여기에도 별 의미는 없다.
초현실적인 연출과 특유의 색감, 실험적인 영상으로 유명하다.

## 활동
2007년 다이나믹듀오의 《복잡해》로 뮤직비디오를 만들기 시작한 이후, 2011년부터는 매년 30여 개의 뮤직비디오를 제작해내고 있다. 각종 광고 및 바이럴 영상 또한 제작한다.

### 설립 과정
박상우와 성원모의 첫 만남은 초등학생 때로 거슬러올라간다. 똑같은 초등학교, 중학교, 고등학교를 다닌 두 사람은 학창시절 늘 함께 그림을 그렸고, 대학은 각기 다른 곳에 진학했으나 꾸준히 관심사를 공유하였다. 성원모는 대학에서는 일러스트 작업을 하고 졸업 후에는 M.net에서 OAP PD로 일하였으며, 박상우는 디자인 스튜디오에서 포스터와 명함을 만드는 일을 하였는데, 둘 다 영상을 만드는 일에 관심을 가지면서 디지페디 스튜디오를 설립하게 되었다.

### 특징
음악의 구성을 중요시하여 음악의 마디별 전개를 엑셀로 전부 정리한 다음 그것을 기준으로 작업한다. 한 다큐멘터리에서 미셸 공드리가 박자를 다 쪼갠 다음 모눈종이에 기록하는 것을 보고, 마디별로라도 쪼개보자는 생각이 들어서 이 방법을 쓰기 시작했다고 한다.
실험적이고 독특한 영상으로 유명하다. 특히 에픽하이의 《Born Hater》 뮤직비디오는, 전면 세로프레임 촬영이라는 형식으로 큰 화제가 되었다. 세로촬영을 위해 디지페디는 직접 타블로를 찾아가 이 아이디어를 제안 및 설득하였고 타블로가 이를 받아들임으로써 세로 프레임의 뮤비가 탄생하게 되었다. 이에 대해 타블로는 <MAMA>에서 '베스트 세로 뮤직비디오상'을 주어야 하지 않겠느냐는 농담을 인터뷰에서 하기도 하였다. 이전에 디지페디는 진보의 《Fantasy》에서 레이아웃의 변형을 통해 리듬감을 표현하려 시도한 적이 있었는데, 이 때의 영상프레임 변형이  《Born Hater》의 전면세로촬영의 토대가 되었다.
지상파3사와 케이블TV 모두에게 방송불가판정을 받은 노라조의 《니팔자야》는 처음부터 끝까지 100% 크로마키 기법으로 촬영되었는데, 프랙탈 도형, 착시현상 등을 통해 최면적이고 환상적인 영상미를 선보였다. 《니팔자야》는 유투브 조회수 200만을 넘기며 영어, 일본어 등의 해외 각국의 자막까지 제작되어 해외팬들의 눈길을 끌었다. 이외에도 독특한 느낌의 영상을 많이 찍는데 샤이니의 《DREAM GIRL》에서는 나선형의 그래픽을 통해 벽과 바닥이 모호한, 공간을 비트는 모습을 보여주었다.
사람을 오브제처럼 활용하는 편이고, 어떠한 이미지로서 활용하는 것을 즐긴다. EXID의 《위아래》에서는 마술사에게 동물탈을 씌우기도 했고, 샤이니의 《DREAM GIRL》에 등장하는 여자의 얼굴에는 꽃이나 다른 도형의 오브제를 붙이기도 하였다. 사람의 얼굴을 통해 감정이 직접적으로 드러나는 것을 별로 좋아하지 않으며, 촬영할 때도 배우의 연기가 보이기보다는 어떠한 고정적인 이미지가 보여지는 것을 원한다고 한다. 미리 머릿속에 짜놓은 그림을 가지고 진행하기 때문에 원하는 바가 확실히 있고, 다른 감독에 비해 스탭과 배우에 대한 통제가 큰 편이라고 한다.

### 시상식
연말마다 작업한 뮤직비디오들을 추려서 시상식을 열고 있다. 같이 작업했던 뮤지션들과 지인을 초청하여 여는 시상식으로, '발연기상'이 있다. 시상식은 작품에 대한 간단한 코멘트와 초대가수들의 공연으로 이루어진다.

## 작품 목록

### 뮤직 비디오
| - 다이나믹듀오 - 〈복잡해〉 - 마이 앤트 매리 - 〈푸른 양철 스쿠터〉 - 비즈니즈 - 〈너의 소식 (So Sick)〉 - 부가킹즈 - 〈Siren〉 - 신승훈 - 〈라디오를 켜봐요〉 - 언터쳐블 - 〈다줄게 (Feat. 송지은)〉 - 클래지콰이 - 〈Beat In Love〉 - 클래지콰이 - 〈Flea〉 - 클래지콰이 - 〈Love Again〉 - W&Whale - 〈R.P.G Shine〉 - 러브홀릭 - 〈Miracle Blue〉 - 스모키 제이 - 〈Player〉 - 아웃사이더 - 〈Heart Disease〉 - 이승환 - 〈좋은 날 II〉 - 조권, 웨일 - 〈덩크슛〉 - 클래지콰이 - 〈Love Again〉 - W&Whale - 〈High School Sensation〉 - 소울다이브, FPM - 〈L.I.E〉 - 이적 - 〈그대랑〉 - Double K - 〈Favorite Music〉 - YB, RRM - 〈Sneakers〉 - 김여희 - 〈반쪽〉 - 김형준 - 〈Oh! Ah!〉 - 루드페이퍼 - 〈Radio〉 - 소울다이브 - 〈나쁜습관〉 - 이루펀트 - 〈키덜트〉 - 토마스쿡 - 〈아무것도 아닌 나〉 - re:Plus - 〈Let the Story Tell〉 - re:Plus - 〈New Age of Beats〉 - W&Whale - 〈Break It Down〉 - 배치기 - 〈두 마리〉 - 버스커버스커 - 〈벚꽃엔딩〉 - 부가킹즈 - 〈Don't Go〉 - 서인영 - 〈Anymore〉 - 서인영 - 〈Let's Dance〉 - 존 박 - 〈Falling〉 - 오렌지캬라멜 - 〈립스틱〉 - 케로 원 - 〈The Fast Life (Feat. eSNa)〉 - 클래지 - 〈LOVE&HATE (Feat. 이승열)〉 - 프라이머리 - 〈씨스루 (See Through) (Feat. 개코, 자이언티)〉 - 헬로비너스 - 〈오늘 뭐해?〉 - 후레쉬 보이즈 - 〈킹콩샤워 (Feat. G.NA)〉 - 김예림 - 〈Goodbye 20〉 - 김예림 - 〈Voice (Feat. Swings)〉 - 레이디스 코드 - 〈예뻐예뻐〉 - 레이디스 코드 - 〈Hate You〉 - 로꼬 - 〈Take Care (Feat. 나래)〉 - 샤이니 - 〈DREAM GIRL〉 - 서인영 - 〈Anymore〉 - 소유, 매드클라운 - 〈착해 빠졌어〉 - 스윙스 - 〈줄래 (Feat. 서인국)〉 - 스윙스 - 〈A Real Lady (Feat. 빈지노, 그레이 & 자이언티)〉 - 신승훈 - 〈Sorry〉 - 아이유 - 〈Monday Afternoon〉 - 안다미로 - 〈Waiting (Feat. Double K)〉 - 에이젝스 - 〈능구렁이 (Snake)〉 - 에이젝스 - 〈미쳐가〉 - 자이언티 - 〈Babay (Feat. 개코)〉 - 존 박 - 〈Baby〉 - 진보 - 〈BE MY FRIEND〉 - 진보 - 〈COPS COME KNOCK〉 - 진보 - 〈FANTASY〉 - 치즈 - 〈망고 (Mango)〉 - 케로 원 - 〈In All the Wrong Places〉 - B1A4 - 〈이게 무슨 일이야〉 - DiRTY RADiO - 〈Lost at Sea〉 - Double K - 〈Rewind (Feat. 이미쉘)〉 - ICON - 〈ROCKSTAR〉 - KK - 〈쏴라! (Boys Be..)〉 - LUSH - 〈초라해지네 (Miserable)〉 | - 레인보우 블랙 - 〈Cha Cha〉 - 이민우 - 〈TAXI(Feat. ERIC)〉 - 크루셜스타 - 〈너에게 주고 싶은 세 가지 (Feat. 소진 of 걸스데이〉 - 오렌지캬라멜 - 〈까탈레나〉 - 윙스 - 〈Hair Short〉 - 소년공화국 - 〈Video Game〉 - 에이핑크 - 〈Mr. Chu〉 - 서인국 - 〈봄 타나봐〉 - 김연우 - 〈Move (Feat. 박경 of 블락비)〉 - 체리필터 - 〈안드로메다〉 - Jun. K - 〈NO LOVE〉 - FIESTAR - 〈하나 더〉 - 빈지노 - 〈How Do I Look〉 - 레이디스 코드 - 〈KISS KISS〉 - 오렌지캬라멜 - 〈나처럼 해봐요〉 - EXID - 〈위아래〉 - 오렌지캬라멜 - 〈강남거리〉 - 존 박 - 〈U〉 - 에픽하이 - 〈Born Hater〉 - 러블리즈 - 〈어제처럼 굿나잇〉 - 러블리즈 - 〈Candy Jelly Love〉 - 박정현 - 〈달아요(Brand New Mix)(Feat. 버벌진트)〉 - 윤현상 - 〈언제쯤이면(Duet. 아이유)〉 - MASTA WU - 〈이리와봐〉 - 로꼬 - 〈자꾸 생각나〉 - 리지 - 〈쉬운 여자 아니에요(Feat. 정형돈)〉 - 노라조 - 〈니팔자야〉 - 러블리즈 - 〈안녕〉 - 기리보이 - 〈왕복 30분(Feat. 신지수)〉 - 마마무, eSNa - 〈AAH OOP!(아훕!)〉 - 지누션 - 〈한번 더 말해줘(Feat. 장한나)〉 - 산이 - 〈Me You(Feat. 백예린 of 15&)〉 - 김예림 - 〈Awoo〉 - 자이언티 - 〈꺼내 먹어요〉 - 카라 - 〈CUPID〉 - 프라이머리 - 〈마네퀸(Feat. Beenzino, 수란)〉 - 인피니트 - 〈Bad〉 & 〈Bad (360 VR)〉 - 러블리즈 - 〈Destiny (나의 지구)〉 - 레이디스 코드 - 〈The Rain〉 - 레인보우 - 〈Whoo〉 - 세븐틴 - 〈아주 Nice〉 - 아이오아이 - 〈너무너무너무〉 - 오마이걸 - 〈LIAR LIAR〉 - 오마이걸 - 〈WINDY DAY〉 - 이달의 소녀 - 〈다녀가요 (Around You) (현진)〉 - 이달의 소녀 - 〈소년, 소녀 (Let Me In) (하슬)〉 - 이달의 소녀 - 〈The Carol (희진, 현진, 하슬)〉 - 이하이 - 〈MY STAR〉 - 코코소리 - 〈다크서클〉 - 구구단 - 〈나 같은 애〉 - 구구단 - 〈Chococo〉 - 드림캐쳐 - 〈Chase Me〉 - 드림캐쳐 - 〈Good Night〉 - 러블리즈 - 〈지금, 우리〉 - 러블리즈 - 〈WoW!〉 - 이달의 소녀 - 〈키스는 다음에 (여진)〉 - 이달의 소녀 - 〈Eclipse (김립)〉 - 이달의 소녀 - 〈Everyday I Love You (비비) (Feat. 하슬)〉 - 이달의 소녀 - 〈Heart Attack (츄)〉 - 이달의 소녀 - 〈Love Cherry Motion (최리)〉 - 이달의 소녀 - 〈new (이브)〉 - 이달의 소녀 - 〈Singing in the Rain (진솔)〉 - 이달의 소녀 1/3 - 〈지금, 좋아해 (Love & Live)〉 - 이달의 소녀 오드아이써클 - 〈Girl Front〉 - 이달의 소녀 오드아이써클 - 〈Sweet Crazy Love〉 - EXID - 〈덜덜덜〉 - 보아 - 〈ONE SHOT, TWO SHOT〉 - 워너원 - 〈약속해요 (I.P.U)〉 - 이달의 소녀 - 〈Egoist (올리비아 혜) (Feat. 진솔)〉 - 이달의 소녀 - 〈favOriTe〉 - 이달의 소녀 - 〈Hi High〉 - 이달의 소녀 - 〈One & Only (고원)〉 - 이달의 소녀 yyxy - 〈love4eva (Feat. Grimes)〉 - 프로미스나인 - 〈두근두근 (DKDK)〉 - 프로미스나인 - 〈To Heart〉 |

### 광고 및 바이럴 영상
- KMTV rating series (2007년)
- happy cong filter series (2009년)
- Masters from the East / LG new chocolate phone (2010년)
- crazyacademy 광고시리즈 (2010년)
- Daum-life on (2010년)
- VANS X Mspriters fiiler (2010년)
- LG-optimus Pro (2010년)
- PUMA fass300 AD (2011년)
- Beats by Dr.Dre viral AD (2012년)

## 방송 불가 판정
실험적이고 파격적인 영상을 제작하다보니 종종 제작된 뮤직비디오들이 방송불가판정을 받고 있다. 심의에 대하여 말한 바에 따르면 만들 때는 심의를 신경 쓰지 않으며 만들고 나중에 지상파용으로 따로 편집하는 경우가 있다고 한다.
다음은 디지페디가 제작한 뮤직비디오 중 방송불가판정을 받은 뮤직비디오의 목록이다.
- 오렌지캬라멜 - 까탈레나

KBS 심의국에서 오렌지캬라멜의 멤버들이 비닐 포장팩에 들어가 꾸물거리고 있는 모습이 사람의 생명을 함부로 여기는 듯하다고 하여 인명경시라는 이유로 방송부적격판정을 받았다. MBC와 SBS에서는 전체관람가 판정을 받았다.
- 노라조 - 니팔자야

프랙탈 도형의 그림과 조빈의 나레이션으로 시작하는 뮤직비디오의 도입부가 최면을 불러일으킬 수 있다는 이유로 방송부적격판정을 받았다.